# Lavaödla
Lavaödla (Microlophus bivittatus) är en ödla som förekommer på ön San Cristóbal och på mindre öar i närheten som ingår i  Galápagosöarna.
Denna ödla vistas främst i torra regioner men den besöker ibland fuktiga ställen. Lavaödlan lever i områden som ligger upp till 300 meter över havet. Växtligheten utgörs av glest fördelade buskar eller andra lågväxta plantor.
Under en studie från 2012 dokumenterades att ungarna utgör endast 19 procent av hela populationen. Som jämförelse består populationen av murödlan (Podarcis muralis) till cirka 65 procent av ungar. Antagligen dödas flera exemplar av tamkatter. Lavaödlan är fortfarande ganska vanligt förekommande. IUCN listar arten som nära hotad (NT).